# Ascheringer Bach
Der Ascheringer Bach, im Oberlauf Machtlfinger Bach, gehört zum Einzugsgebiet des Maisinger Bachs im oberbayerischen Landkreis Weilheim-Schongau und Landkreis Starnberg.

## Geographie
Der Ascheringer Bach entsteht als Machtlfinger Bach im Kerschlacher Forst, fließt an Machtlfing vorbei und wird in etwa ab dem Katzenberg Ascheringer Bach genannt.
Kurz danach mündet er in den Weiherbach, der wiederum kurz danach als Fallbach rechts am Maisinger See vorbeifließt.